# الرنجة الحمراء
الرنجة الحمراء (بالإنجليزية: Red herring)‏ هي مغالطة منطقية تتمثل بعرض بينات أو موضوعات أو أسباب جاذبة خارجة عن الموضوع لتشتيت انتباه الطرف (أو الأطراف) الآخر عن الموضوع الأصلي. ربما تكون الرنجة الحمراء مغالطة منطقية أو أداة أدبية توجه القارئ أو الجمهور إلى نتيجةٍ زائفة. ربما تُستخدم الرنجة الحمراء عمدًا، كما في أدب الغموض أو جزءًا من الاستراتيجيات الخطابية كما يحدث في السياسة، أو قد تُستخدم أثناء النقاش دون عمد.
انتشر المصطلح على يد المناظر الإنجليزي ويليام كوبيت، الذي يحكي قصة عن استخدام رنجة (سمكة ذات رائحة قوية للغاية) من أجل إبعاد كلاب الصيد عن مطاردة الأرانب البرية.

## الاستخدام العمد
في الأعمال الأدبية الروائية والأعمال غير الأدبية، قد يستخدم الكاتب الرنجة الحمراء من أجل تلميح زائف يوجه القراء والجمهور إلى نتيجة زائفة. على سبيل المثال، شخصية الأسقف أرينجاروزا في رواية دان براون شيفرة دا فينشي يُقدم في أغلب الراوية على أنه محور مؤامرات الكنيسة، ولكن يظهر بعد ذلك أنه كان بريئًا ووقع ضحية خداع خصمه في القصة. اسم الشخصية هو ترجمة إيطالية مفككة لاسم «الرنجة الحمراء» (أرينجا روزا aringa rosa، وكلمة روزا rosa تعني اللون الوردي القريب من الأحمر).
تُستخدم الرنجة الحمراء في الدراسات القانونية وفي أسئلة الامتحانات من أجل تضليل الطلبة وإبعادهم عن الوصول إلى الاستنتاج الصائب عن القضية القانونية، كوسيلة تختبر استيعاب الطلبة للقانون الذي بين يديهم وقدرتهم على تمييز الظروف المادية الحقيقية.

## تاريخ الاصطلاح
بالمعنى الحرفي، لا يوجد سمكة تسمى «الرنجة الحمراء»، لكنها تشير إلى نوع خاص من سمك الرنجة، مُدخَّن بكثافة أو معالج بالأجاج. تكسب تلك العملية سمكة الرنجة رائحة نفّاذة، وكلما زادت كمية الأجاج تتحول السمكة للون الأحمر. لذلك فهي بالمعنى الحرفي تعني سمكة رنجة معالجة بقوة. يعود المصطلح إلى منتصف القرن الثالث عشر، في قصيدة والتر بيبيسورث «الرسالة».
قبل 2008، اعتُقد أن المعنى المجازي لـ«الرنجة الحمراء» يعود إلى التقنية المفترضة التي يدربون بها كلاب الصيد على التعرف على الروائح. هناك اختلافات حول القصة، لكن وفقًا لواحدة من النسخ، تُجر الرنجة الحمراء اللاذعة في الطريق حتى يتعلم الكلب كيف يتبع الرائحة. بعد ذلك، عندما يُدرب الكلب على إتباع الرائحة الخافتة للثعالب أو الغرير، تُجر الرنجة الحمراء من أجل إرباك الكلب عموديًّا على مسار تتبع الكلب للرائحة الأخرى. يتعلم الكلب في النهاية أن يتتبع الرائحة الأصلية بدلًا من الرائحة القوية. هناك نسخة أخرى من القصة، دون ذكر استخدامه في التدريب، في كتاب «ماكميلان للأمثال والحكم والعبارات الشهيرة» (1976)، يقول أن أول استخدام مشهود لهذا الاصطلاح من «حياة نابير» لـ«دبليو. ف. باتلر» المنشور في 1849. يعطي قاموس بريور للعبارات والحكايات (1981) العبارة الكاملة «سحب رنجة حمراء عبر الطريق» وهو اصطلاح يعني «شغل الانتباه عن السؤال الرئيس ببعض القضايا الجانبية»، هنا مرة أخرى، عندما تُسحب «الرنجة المدخنة المملحة» عبر «طريق الثعلب، تضيع رائحة الثعلب لصالح رائحة الرنجة النفّاذة، مما يوقع الكلب في الخطأ». من الروايات الأخرى عن أصل الاصطلاح، ما قاله روبرت هيندريكسون (1994) عن تضليل كلاب الصيد من أجل تهريب المدانين جنائيًّا.
تشير آراء أخرى أن أصل هذا المصطلح لا يرجع إلى ممارسات الصيد، طبقًا لمقالتين كتبهما الأستاذ جيرارد كوهين وروبرت سكوت روس، نُشرا في «تعليقات على الأصل اللغوي Comments on Etymology» (2008)، بدعم عالم اللغويات المتخصص في الاشتقاق اللغوي مايكل كوينيون وبقبول قاموس أكسفورد الإنجليزي. بحث روس في أصل القصة ووجد أن أول إشارة لاستخدام الرنجة لتدريب الحيوانات على التعقب، نشرها جيرلاند لانغبين عام 1697. أوصى لانغبين بوسيلة لتدريب الخيول (وليس كلاب الصيد) عن طريق سحب جثة قطة أو ثعلب حتى يتأهل الحصان على تتبع فوضى حفلة الصيد. ويقول أنه إذا لم يتوفر حيوان ميت، كانت الرنجة الحمراء تُستخدم كبديل. أساء نيكولاس كوكس فهم هذه التوصية، ونشر ذلك في مذكرات كتاب آخر في نفس الوقت، وقال أنها يجب أن تُستخدم لتدريب كلاب الصيد وليس الخيول. وفي الحالتين، فإن الرنجة الحمراء لم تُستخدم لتضليل مسار الكلاب أو الخيول، بل في إرشادهم عبر الطريق.
كانت الإشارات الأولى لاستخدام الرنجة الحمراء لإلهاء كلاب الصيد تعود إلى مقال منشور في 14 فبراير عام 1807، نشره الصحفي الراديكالي ويليام كوبيت في الصحيفة الجدلية «بوليتيكال ريجستر». طبقًا لكوهين وروس، وبقبول قاموس أكسفورد الإنجليزي، هذا هو أصل الاستخدام المجازي لمعنى الرنجة الحمراء. في هذه القطعة ينتقد ويليام كوبيت الصحافة الإنجليزية التي تشير إلى هزيمة نابليون بصورة مغلوطة. يروي كوبيت أنه استخدم مرة رنجة حمراء من أجل تضليل كلاب الصيد أثناء مطاردتهم للأرانب البرية، مضيفًا: «لقد كان هذا محض تأثير انتقالي للرنجة الحمراء السياسية، فقط صارت الرائحة باردة كالحجر في يوم السبت.» يستنتج كوينون: «هذه القصة، والتكرار الممتد لكوبيت لها في 1833، كان كافيًّا لمعرفة المعنى المجازي للرنجة الحمراء وإدخاله في عقول القراء، ولسوء الحظ بالفكرة الخاطئة عن استخدامها في الواقع لممارسة الصيد.»

## الاستخدام الواقعي
لم يكن كوبيت أول من يستخدم مصطلح الرنجة الحمراء بالمعنى الحرفي، بالرغم من أنه أول من أشاع استخدامه بالدلالة المجازية. من الإشارات على الاستخدامات الأولى للمصطلح، في كتيب Nashe's Lenten Stuffe المنشور عام 1599 للكاتب توماس ناش، ويقول فيه: «من أجل جذب كلاب الصيد لمطاردة رائحة، فلا شيء يقارن بالرنجة الحمراء». لا يضع قاموس أكسفورد الإنجليزي أي صلة بين اقتباس ناش والاستخدام المجازي للكلمة؛ أي للإبعاد عن الهدف الأصلي، ولكنه يستخدم المصطلح بالمعنى الحرفي في ممارسات الصيد لسحب الكلاب تجاه الرائحة.
اختُبر استخدام الرنجة الحمراء من أجل تشتيت الكلاب عن الرائحة الأصلية في الحلقة 148 من مسلسل مدمرو الخرافات. وبالرغم من أن الكلب قد توقف لالتهام السمكة وفقد هدف المطاردة الأصلي، إلا أنه أعاد تتبعه بعد ذلك ووصل للهدف، مما ساعد على دحض هذه الخرافة.

## التحول المشروع عن الموضوع
أثناء المناقشات، لا يكون كل تحول عن الموضوع مغالطة منطقية، ففي بعض الأحيان يكون من الضروري أن نحسم موقفنا بشأن مواضيع أخرى أكثر أساسية وجوهرية من أجل أن نخبر بآرائنا عن الموضوع محل النقاش. من الأمثلة على ذلك، محاورة الجمهورية للفيلسوف الإغريقي أفلاطون، حيث يتحول مسار الحديث من المسائل الفرعية إلى الحديث بشأن العدالة ومفهومها، فلا يمكن حسم تلك المسائل الفرعية إلا بعد الاستقرار بشأن تلك المسائل الميتافيزيقية العامة.
لكن في مغالطة الرنجة الحمراء، فإن النقاش لا يسير على هذا النحو. فالموضوع الذي يطرح ويسبب الحياد عن السؤال الأصلي ليس أكثر محورية عن الموضوع المطروح، ولكنه أكثر انفعالًا وبريقًا فحسب. ولا يكون الغرض من الحياد عن الموضوع الأصلي المزيد من وضوح الأفكار، ولكنه يهدف إلى التشتيت عن السؤال الأصلي فحسب.

## الفرق بين الرنجة الحمراء وتجاهل المطلوب
تجاهل المطلوب هو مغالطة غير صورية تحدث عن طريق تقديم حجة صحيحة أو زائفة منطقيًّا، لكنها تفشل في مخاطبة السؤال المطروح حول القضية عند الوصول للاستنتاج. إنها تقع ضمن إطار مغالطات الارتباط. تؤدي تلك الحجة إلى الوصول إلى نتيجة غير مرتبطة بالسؤال المطلوب، لكنها تختلف عن المغالطات الصورية، الذي لا تتوافق نتائجه مع مقدماته.
في مغالطة تجاهل المطلوب، ينحرف المتحاور بالمناظرة ويصل إلى نتيجة ولكنها غير مرتبطة بالسؤال المطلوب. أما في مغالطة الرنجة الحمراء، فإن التشتيت عن الموضوع الأصلي لا يؤدي إلى الوصول لأي شيء على الإطلاق، فهي تنحرف إلى موضوع آخر مثير انفعاليًّا فحسب. أو مجرد تمويه وخداع للمحاور.

## أمثلة
1. كان الأستاذ الدكتور [س] يشكو في الاجتماع الماضي من ضيق أماكن الانتظار بالجامعة، ويحكي عن هذه المشكلة، لكن هل تعرف أن هذا الأستاذ ضُبط في علاقة مشبوهة مع إحدى طالباته؟ يجب ألَّا يحيد التعليم عن هدفه ويميل إلى هذا النوع من الابتزاز والتحرش!

(كانت القضية الأصلية في هذا المثال هي ضيق أماكن الانتظار بالجامعة، لكن المتحدث حول انتباه الجميع عنها إلى قضية مثيرة عن فساد الأساتذة أخلاقيًّا بالجامعة)
2. «إن أنصار البيئة يجادلون بشأن مخاطر الطاقة النووية وأضرارها على البيئة، غير أن للكهرباء مخاطر جمة بغض النظر عن مصدرها، فهي تنتج من الصواعق الطبيعية وكهرباء البيوت، ويموت آلاف البشر كل عام من أثر هذه الصواعق بسبب الإهمال والجهل، من الممكن أن نتجنب هذه الأخطار بالمزيد من التوعية».
(هنا كان الموضوع الأصلي هو مخاطر الطاقة النووية على البيئة، لكن المتحدث انحرف عنه بالحديث عن مخاطر الكهرباء على البيئة)
3. تُثار الكثير من الجدالات بشأن الحاجة إلى استخدام المبيدات الحشرية في حقول الخضروات وبساتين الفواكه، غير أن هذه الأطعمة ضرورية لصحتنا، فالجزر مصدر لفيتامين أ، والبرتقال وغيره من الموالح تحتوي على فيتامين ج..
(الحديث عن خطر المبيدات الحشرية وليس عن فائدة الخضروات والفواكه)